# Центр-Юг (авиакомпания)
Центр-Юг — бывшая чартерная авиакомпания, базировавшаяся в аэропортах: Белгород, Пермь.

## Деятельность
Основным видом деятельности авиакомпании являлись чартерные и VIP перевозки пассажиров по России и странам СНГ.
Являлся официальным перевозчиком волейбольного клуба ВК «Локомотив-Белогорье».
С 01 октября 2015 года ООО «Авиакомпания «Центр-Юг» приостановила свою операционную деятельность в соответствии с решением Росавиации. Решение о приостановлении с 01 октября 2015 года действия сертификата эксплуатанта ООО «Авиакомпания «Центр-Юг» (в соответствии с приказом Росавиации от 16.09.2015 года № 598) было принято на основании внеплановой инспекционной проверки, по итогам которой в авиакомпании были выявлены серьёзные нарушения действующего воздушного законодательства: под видом чартерной авиакомпании перевозчик осуществлял регулярные рейсы. 23 октября 2015 года сертификат эксплуатанта аннулирован.

## Флот
По состоянию на июнь 2015 года активный флот авиакомпании состоял из 2 самолётов типа Ту-134 и 3-х самолётов Sukhoi Superjet 100
| № | Модель                | Бортовой номер | Кол-во мест                        | Фото |
| - | --------------------- | -------------- | ---------------------------------- | ---- |
| 1 | Ту-134АК              | RA-65944       | I-й класс — 24,"люкс" — 13         |      |
| 2 | Ту-134АК              | RA-65607       | н/д                                |      |
| 3 | Сухой SuperJet 100-95 | RA-89004       | 12 бизнес-класса + 75 экономкласса |      |
| 4 | Сухой SuperJet 100-95 | RA-89007       | 12 бизнес-класса + 75 экономкласса |      |
| 5 | Сухой SuperJet 100-95 | RA-89053       | 12 бизнес-класса + 75 экономкласса |      |

## География полётов
Авиакомпания осуществляла чартерные перевозки по России. Основными пунктами направления из аэропорта Белгород являлись Москва (Внуково) Нижний Новгород (Стригино), Анапа (Витязево) и другие пункты по желанию заказчика. Также выполнялись рейсы в Москву из Липецка и Старого Оскола. Авиакомпания связывала Белгород с другими городами России на чартерной основе.
Летом 2012 года осуществлялся регулярный рейс Москва — Апатиты на самолёте Ту-134.
Также авиакомпания «Центр-Юг» выполняла рейсы по вахтовым направлениям : Когалым, Норильск, Ямбург, Новый Уренгой. С 10 июня 2013 по 2015 год авиакомпания вновь начала выполнять регулярные рейсы из Белгорода в Москву, Санкт-Петербург, Надым и Сургут, а также из Москвы в Надым и из международного аэропорта Калуга в республику Крым на самолёте Sukhoi Superjet 100.
| Пункт вылета      | Пункт прилёта     | Номер рейса       | Дни курсирования    | Тип ВС              |
| ----------------- | ----------------- | ----------------- | ------------------- | ------------------- |
| Белгород          | Москва Домодедово | 105, 107          | СР(2 рейса), ПТ, ВС | -                   |
| Белгород          | Надым             | 105               | ПТ, ВС              | -                   |
| Белгород          | Санкт-Петербург   | 101               | ПН, ПТ              | -                   |
| Белгород          | Сургут            | 103               | ПН, СБ              | -                   |
| Москва-Домодедово | Белгород          | 106, 108          | СР, ПТ, СБ, ВС      | -                   |
| Москва-Домодедово | Надым             | 105               | СР, ВС              | -                   |
| Калуга            | Симферополь       | CTS-9629/CTS-9630 | ЧТ                  | Sukhoi Superjet 100 |
| Надым             | Белгород          | 106               | СР, ВС              | -                   |
| Надым             | Москва Домодедово | 106               | СР, ВС              | -                   |
| Санкт-Петербург   | Белгород          | 102               | ПН, ПТ              | -                   |
| Сургут            | Белгород          | 104               | ВТ, СБ              | -                   |
| Архангельск       | Симферополь       | 623, 622          | СБ,ВС               | Sukhoi Superjet 100 |